# Spanish International 2017
Die Spanish International 2017 im Badminton fanden vom 15. bis zum 18. Juni 2017 im Polideportivo Municipal Marqués de Samaranch in der Paseo Imperial 18 in Madrid statt. Es war die 38. Auflage des Turniers.

## Sieger und Platzierte
| Disziplin    | Gold                             | Silber                              | Bronze                            |
| ------------ | -------------------------------- | ----------------------------------- | --------------------------------- |
| Herreneinzel | Yu Igarashi                      | Luís Enrique Peñalver               | Lucas Claerbout                   |
| Herreneinzel | Yu Igarashi                      | Luís Enrique Peñalver               | Kai Schäfer                       |
| Dameneinzel  | Mia Blichfeldt                   | Evgeniya Kosetskaya                 | Qi Xuefei                         |
| Dameneinzel  | Mia Blichfeldt                   | Evgeniya Kosetskaya                 | Shiori Saito                      |
| Herrendoppel | Jacco Arends Ruben Jille         | Keiichiro Matsui Yoshinori Takeuchi | Alexander Dunn Adam Hall          |
| Herrendoppel | Jacco Arends Ruben Jille         | Keiichiro Matsui Yoshinori Takeuchi | Frederik Colberg Rasmus Fladberg  |
| Damendoppel  | Ayako Sakuramoto Yukiko Takahata | Misato Aratama Akane Watanabe       | Julie Finne-Ipsen Rikke S. Hansen |
| Damendoppel  | Ayako Sakuramoto Yukiko Takahata | Misato Aratama Akane Watanabe       | Lauren Smith Sarah Walker         |
| Mixed        | Sam Magee Chloe Magee            | Robin Tabeling Cheryl Seinen        | Ronan Labar Audrey Fontaine       |
| Mixed        | Sam Magee Chloe Magee            | Robin Tabeling Cheryl Seinen        | Jordan Corvée Anne Tran           |